# Na-Goyah
Pour les articles homonymes, voir Zevenbergen (homonymie).
Pour l’article ayant un titre homophone, voir Nagoya.
Na-Goyah (de son vrai nom Barend Zevenbergen) est un producteur et DJ néerlandais de musiques électroniques hardcore et gabber. Il aura enregistré toutes ses musiques sur le label de Coolman Records.

## Biographie
Barend commence sa carrière à l'âge de 13 ans. Il était avant tout inspiré par le breakbeat, le hip-hop la musique house. Sa première performance en tant que DJ a débuté à « freak-out », un club localisé à Rotterdam, Pays-Bas. À l'une de ces performances, Barend rencontre deux autres compositeurs du domaine hardcore Tim B et DJ Akira. Inspiré par le groupe musical Neophyte, Barend compose ses propres démonstration par le biais d'une Amiga.
Après avoir envoyé ses démos à DJ Rob du label Coolman Records, celui-ci vit un réel talent chez ce jeune producteur. Peu après, il diffuse son tout premier E.P. intitulé 4 O’ clock sous le nom de scène de DJ Profound au label de Rave Tracks. Inspiré par le succès de ses premiers E.P., Barend compose The Coalition part II au label Coolman records, et produit plus tard Darkness Intensity sur le sous-label Coolman Specials.